# Sena oberthueri
Espèce
L'espèce Sena oberthueri est un lépidoptère (papillon) appartenant à la famille des Lasiocampidae.
- Répartition : Maghreb.
- Envergure du mâle : 15 mm
- Période de vol : de mars à octobre.

- Plantes hôtes : Calligonum comosum.

## Source
- P.C.-Rougeot, P. Viette (1978), Guide des papillons nocturnes d'Europe et d'Afrique du Nord, Delachaux et Niestlé (Lausanne).